# Jabiru d'Amérique
Pour les autres oiseaux nommés « Jabiru », voir Jabiru.
Jabiru mycteria
Espèce
Statut de conservation UICN

 LC  : Préoccupation mineure
Statut CITES
Le Jabiru d'Amérique (Jabiru mycteria) est un grand oiseau échassier de la famille de la cigogne (Ciconiidae). Il est présent en Amérique du Mexique jusqu'à l'Argentine, sauf à l'ouest des Andes. C'est le seul représentant actuel du genre Jabiru. Il est parfois appelé touyouyou que l'on peut aussi écrire tuiuiu. C'est l'oiseau emblématique du Pantanal.

## Description

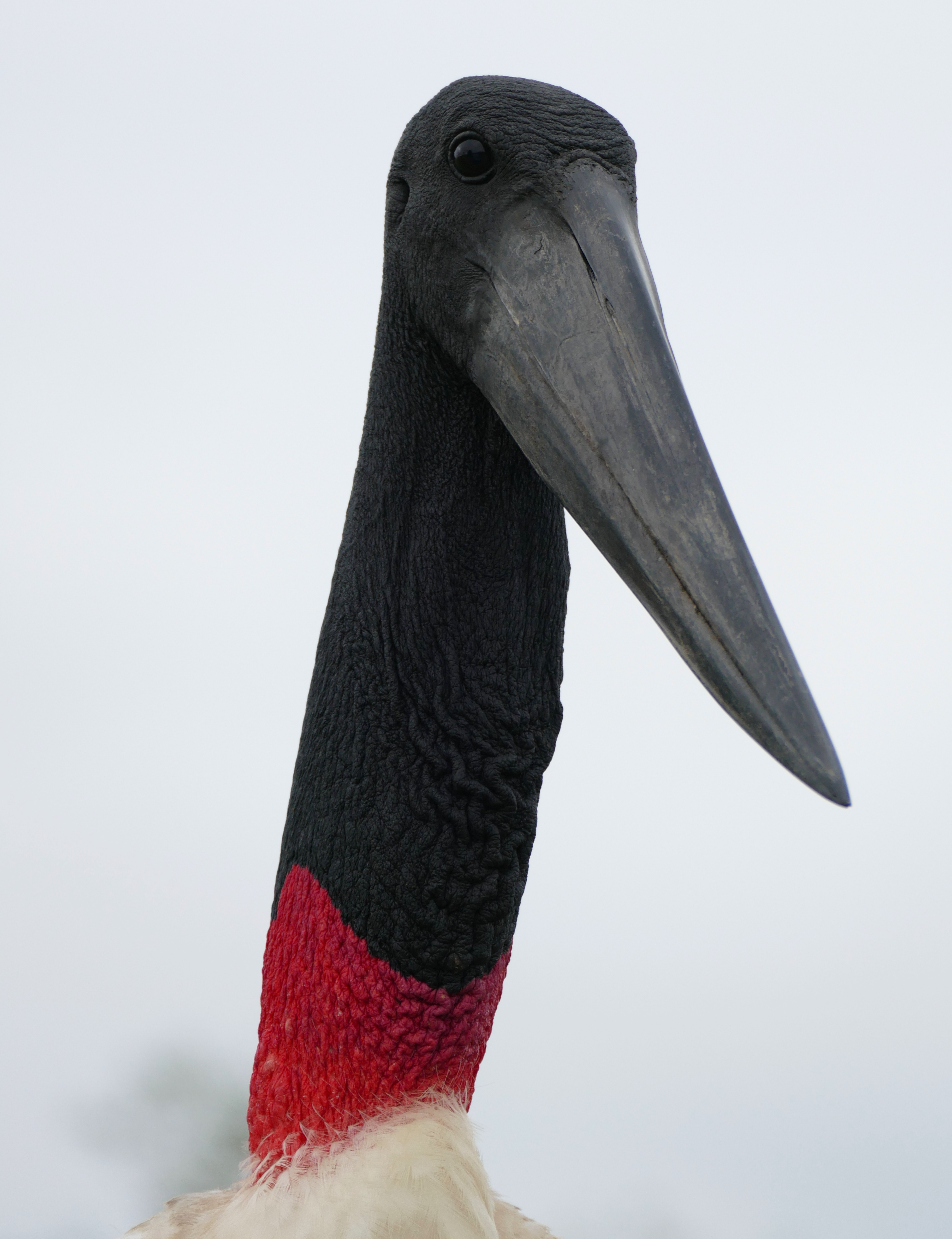
Détail de la tête

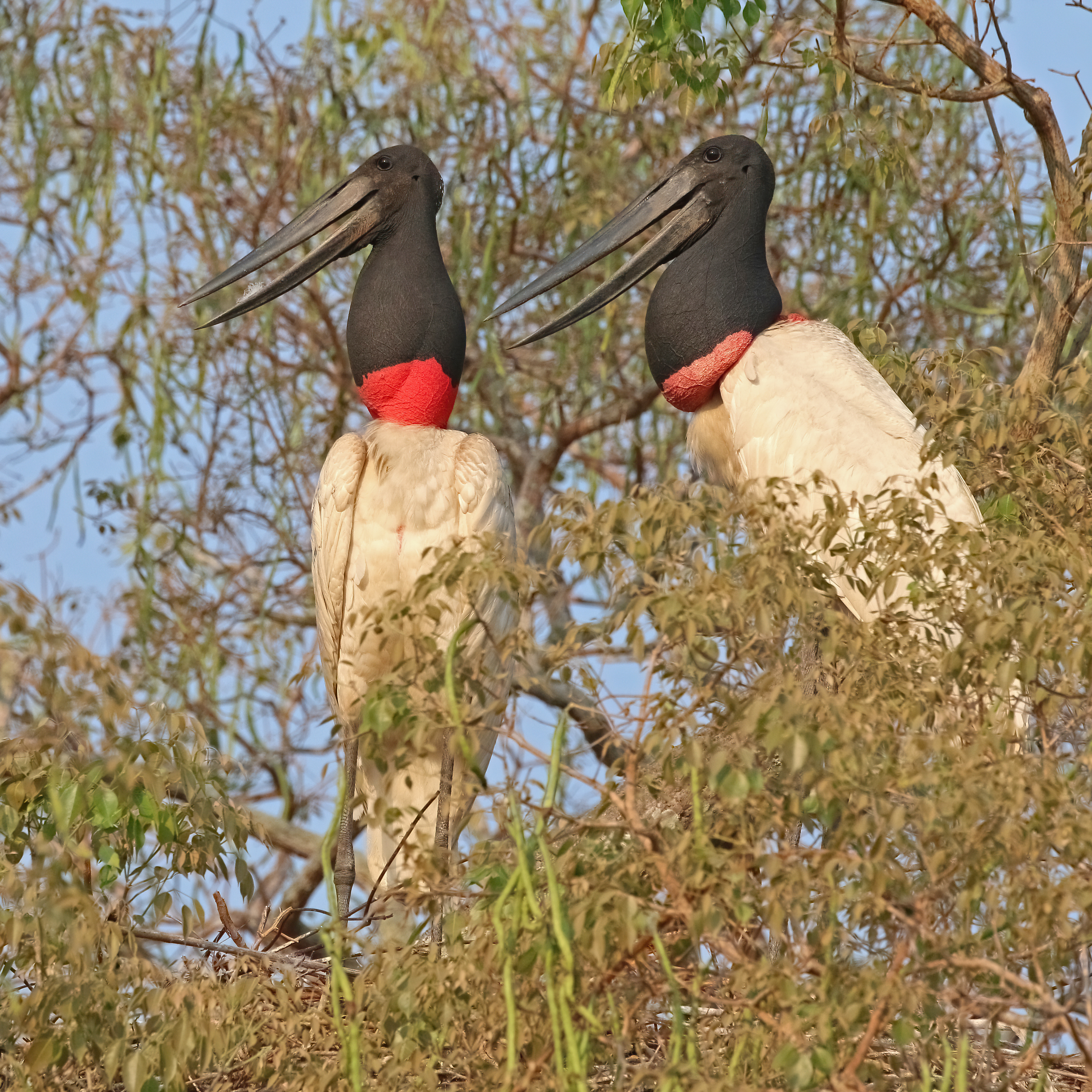
Jabirus d'Amérique dans leur nid au Pantanal, Brésil. Septembre 2015.

Le jabiru adulte mesure entre 125 et 150 cm de longueur pour une envergure de 2,60 m. Le bec, jusqu'à 30 cm de long, est noir, large, pointu et légèrement recourbé vers le haut. Le plumage est surtout blanc, mais la tête et le haut du cou sont noirs tandis que la base du cou est constituée d'une poche rouge extensible. D'allure maladroite au sol, le jabiru est puissant et gracieux en vol.

## Habitat

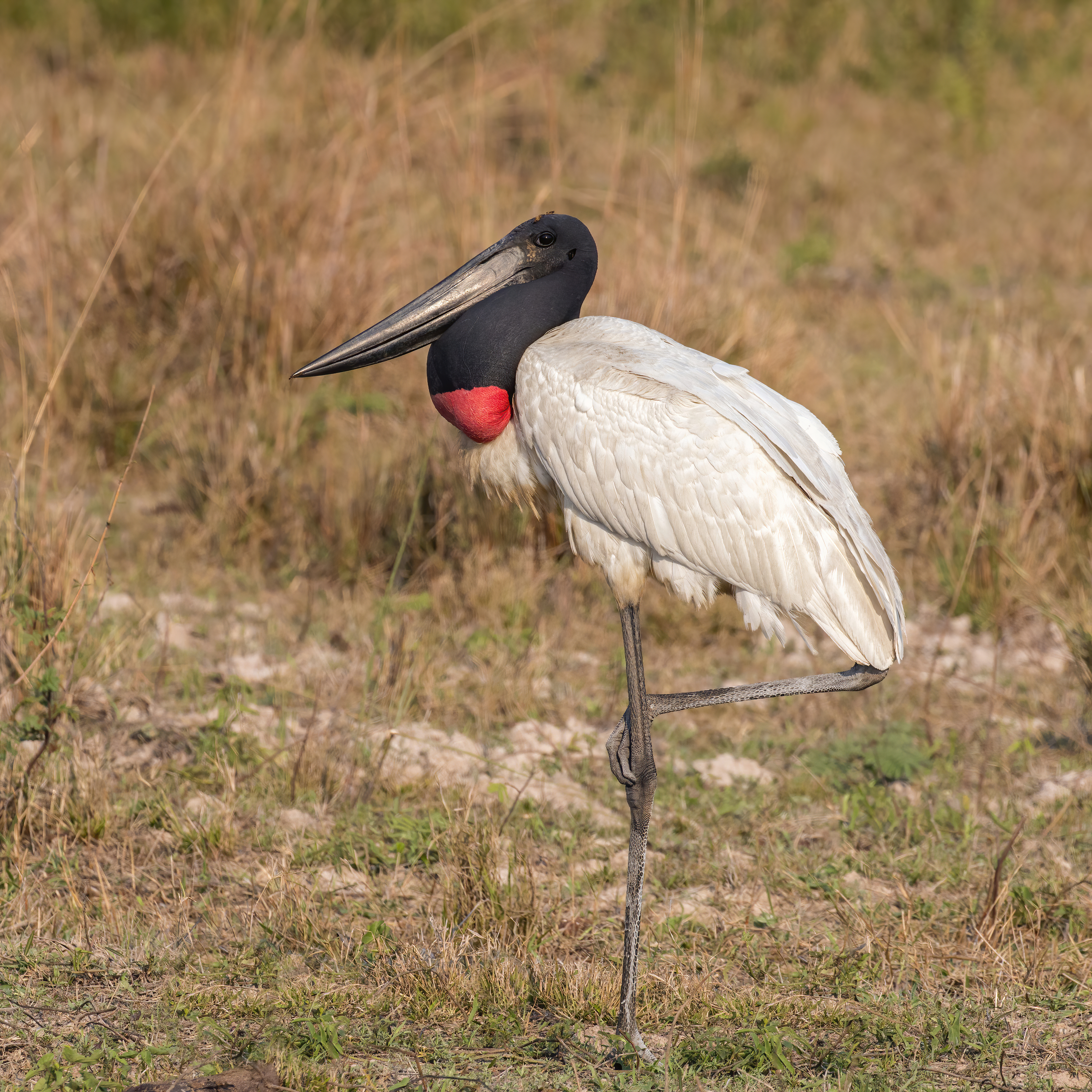
Jabiru au Pentanal. Septembre 2015.

Les jabirus vivent en colonies près des rivières, des lacs et des étangs.

## Alimentation

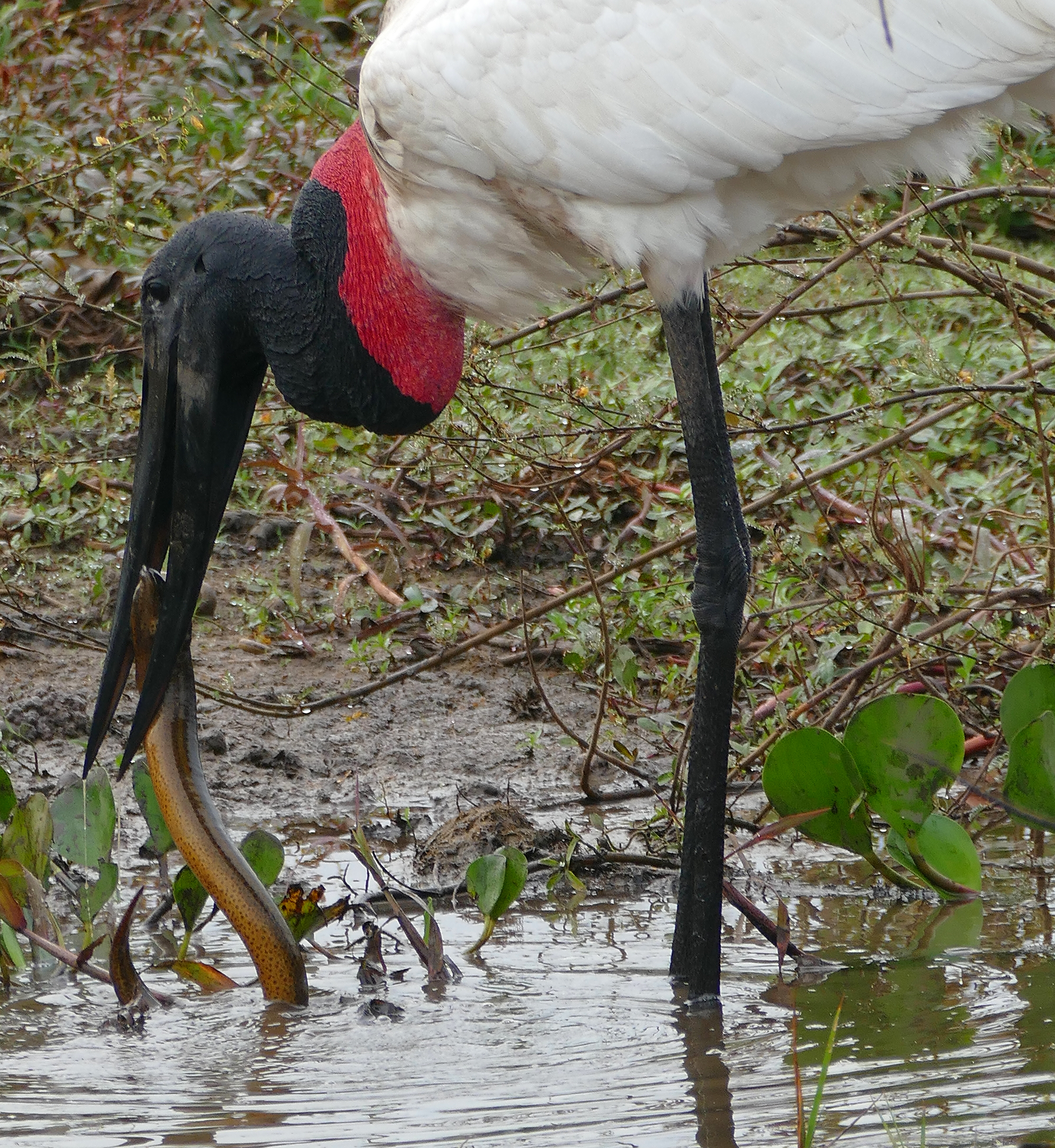
Jabiru mangeant une anguille (Synbranchus marmoratus) (Mato Grosso, Brésil)

Ces oiseaux consomment une quantité prodigieuse de poissons, mollusques et amphibiens. Il leur arrive aussi de manger des reptiles comme des petits caïmans  et de petits mammifères, et même des charognes fraîches.

## Nidification
Ils construisent leur nid de brindilles vers le mois d'août ou septembre (dans l'hémisphère sud) sur de grands arbres et ils l'agrandissent à chaque année. Ils pondent de deux à quatre œufs, que les parents couvent à tour de rôle.